# David TC Davies
David Thomas Charles Davies (Londra, 27 luglio 1970) è un politico britannico, Segretario di Stato per il Galles nel governo Sunak.

## Biografia
Davies è iscritto al Partito Conservatore e viene eletto al parlamento per la prima volta nel 2005, nel collegio di Monmouth. Rimasto alla Camera dei comuni per quasi vent'anni, alle elezioni del 2024, a seguito dell'abolizione del suddetto seggio, si è candidato per il neo-collegio di Monmouthshire. Qui non riesce però ad arrivare in prima posizione.